# Saori Kimura
Saori Kimura (jap. 木村沙織 Kimura Saori; ur. 19 sierpnia 1986 roku w Yashio w prefekturze Saitama) – japońska siatkarka, reprezentantka kraju, grająca na pozycji przyjmującej.
W 2010 r. zdobyła brązowy medal mistrzostw świata, rozgrywanych w Japonii.  Jej siostra Misato również uprawia siatkówkę. Brązowa medalistka olimpijska 2012

## Sukcesy klubowe
Puchar Cesarza:
- 2007, 2011

Mistrzostwo Japonii:
- 2008, 2009, 2010, 2012
- 2011
- 2016

Klubowe Mistrzostwa Azji:
- 2012
- 2008, 2009

Puchar Turcji:
- 2013

Liga Mistrzyń:
- 2013

Mistrzostwo Turcji:
- 2013

## Sukcesy reprezentacyjne
Mistrzostwa Azji:
- 2007
- 2003, 2011, 2013
- 2005, 2009

Mistrzostwa Azji Juniorek:
- 2004

Igrzyska Azjatyckie:
- 2006

Puchar Piemontu:
- 2010

Mistrzostwa Świata:
- 2010

Igrzyska Olimpijskie:
- 2012

Puchar Wielkich Mistrzyń:
- 2013

Grand Prix:
- 2014

Volley Masters Montreux:
- 2015

## Nagrody indywidualne
- 2007: Najlepsza punktująca Mistrzostw Świata Juniorek
- 2007: Najlepsza serwująca Mistrzostw Azji
- 2009: Najlepsza serwująca Mistrzostw Azji
- 2010: MVP ligi japońskiej w sezonie 2009/2010
- 2010: Najlepsza punktująca Grand Prix